# Vanda hindsii
Vanda hindsii är en orkidéart som beskrevs av John Lindley. Vanda hindsii ingår i släktet Vanda och familjen orkidéer. Inga underarter finns listade i Catalogue of Life.